# Oktogén
Az oktogén (más néven HMX) robbanó nitramin, amelyet szűkebb körben használnak az iparban és a hadászatban. Tiszta állapotban fehér kristályos anyag. Stabil, könnyen tárolható ugyanakkor egyike a legbrizánsabb robbanóanyagoknak. Önmagában nem, többnyire robbanóanyag-keverékekben használják.

## Külső hivatkozások
- Robbanóanyagok világa, 1. rész (PDF)
- Robbanóanyagok világa, 2. rész (PDF)[halott link]
- Robbanóanyagok világa, 3. rész (PDF)